# Pollex mindai
Pollex mindai là một loài bướm đêm thuộc họ Erebidae. Nó được tìm thấy ở Samar ở Philippines.
Sải cánh dài khoảng 10 mm. Cánh trước hẹp và màu nâu hơi xám. Cánh dưới màu nâu đậm đồng nhất.